# Comuna Suslivți, Letîciv
Suslivți (în ucraineană Суслівці) este o comună în raionul Letîciv, regiunea Hmelnîțkîi, Ucraina, formată din satele Antonivka, Kopîtînți, Novokosteantîniv, Popivți și Suslivți (reședința).

## Demografie
Componența lingvistică a comunei Suslivți
     Ucraineană (99,27%)
     Alte limbi (0,68%)
Conform recensământului din 2001, majoritatea populației comunei Suslivți era vorbitoare de ucraineană (99,27%), existând în minoritate și vorbitori de alte limbi.